# Azijski kup u hokeju na travi 2009.
8. Azijski kup u hokeju na travi se održao 2009. godine.
Krovna međunarodna organizacija pod kojom se održalo ovo natjecanje je bila Azijska hokejska federacija.

## Mjesto i vrijeme održavanja
Održalo se u malezijskom gradu Kuantanu, u saveznoj državi Pahang, od 9. do 16. svibnja 2009.
Kup se izvorno trebao održati u Ujedinjenim Arapskim Emiratima, u Dubaiju, nakon što mu je domaćinstvo dodijelila AHF na sastanku 2008.

Domaćinstvo je predodijeljeno Maleziji zbog toga što se hokejski kapacitet u dubajskom Športskom gradu nije dovršilo na vrijeme. 

Trebalo je sudjelovati osam sastava, koji bi se natjecali u dvjema skupinama u prvom dijelu natjecanja. No, Šri Lanka, koja je zamijenila Oman, odustala je od natjecanja samo nekoliko dana prije nego što je isto trebalo započeti. 

Unatoč tome što je u tom trenutku broj sudionika postao neparnim, natjecateljski sustav se nije promijenio

Pokrovitelj turnira je bila AirAsia s 500.000 MYR-a.

## Natjecateljski sustav
Pobjednik je izravno stekao pravo sudjelovati na SP 2010. u New Delhiju.
Sudjelovalo je sedam momčadi koje se bilo podijelilo ždrijebom u dvije skupine, skupina "A" s 4 i skupina "B" s 3 sastava. 
Natjecanje se održalo u dva dijela. U prvom su momčadi igrale u dvjema skupinama po jednokružnom ligaškom sustavu, u kojem su za pobjedu dobivalo 3 boda, za neriješeno 1 bod, a za poraz nijedan bod. 

U drugom se dijelu igralo po kup-sustavu.

Zadnja, 4. momčad iz skupine "A" je doigravala s 3. iz "B" skupine za poredak od 5. do 7. mjesta. Poraženi je bio ukupno 7., a pobjednik je doigravao s 3. sastavom iz skupine "A" za 5. mjesto.

Momčadi koje su zauzele 3. i 4. mjesto na ljestvici u svojim skupinama, međusobno unakrižno doigravaju za poredak od 5. do 8. mjesta. Pobjednici igraju za 5., a poraženi za 7. mjesto.

Momčadi koje su zauzele 3. i 4. mjesto na ljestvici u svojim skupinama, međusobno unakrižno doigravaju za poredak od 5. do 8. mjesta. Pobjednici igraju za 5., a poraženi za 7. mjesto.

Momčadi koje su zauzele prva dva mjesta na ljestvici u svojim skupinama, odlaze u poluzavršnicu u borbu za odličja, u kojoj unakrižno igraju prvi protiv drugih iz druge skupine. 

Poraženi u poluzavršnici igraju susret za broncu, pobjednici igraju za zlatno odličje.

## Rezultati
Satnica je po malezijskom vremenu.

## Rezultati prvog dijela natjecanja

### Skupina "A"
| 9. svibnja 2009. 17:00 |       |                              |                                   |
| J. Koreja              | 1 : 1 | Malezija                     | Suci: Javed Shiekh Anwaar Hussein |
| Jin Kyung-Min 53.'     |       | Mohamad Nor Nabil Fiqri 35.' | Suci: Javed Shiekh Anwaar Hussein |

| 9. svibnja 2009. 19:00                                                                                                 |       |           |                                |
| Japan | 5 : 0 | Bangladeš | Suci: Raghu Prasad Weng Haiqin |
| Ryuji Furufato 7.' Kenta Tanaka 33.' (k.u/k) Daisuke Suzuki 59.' Katsuyoshi Nagasawa 67.' (k.u/k) Hiroki Sakamoto 69.' |       |           | Suci: Raghu Prasad Weng Haiqin |

| 11. svibnja 2009. 17:00                                |       |                                                                 |                                  |
| Japan                                                  | 2 : 3 | J. Koreja                                                       | Suci: Raghu Prasad Anwar Hussain |
| Kei Kawakami 20.' (k.u/k) Mizawa Takayasu 53.' (k.u/k) |       | Jin Kyung-Min 12.' (k.u/k) Lee Nam-Yong 22.' (k.u.) 35.' (k.u.) | Suci: Raghu Prasad Anwar Hussain |

| 11. svibnja 2009. 19:00             |       | |  |
| Bangladeš                           | 1 : 7 | Malezija |  |
| Muhammad Zahidul Islam 28.' (k.u/k) |       | Mohd. Shahrun Nabil Abdullah 4.' Azlan Misron 13.' Chua Boon Huat 15.' Mohd. Amin Rahim 20.' (k.u/k) Tengku Ahmad Tajuddin Abdul Jalil 39.' 43.' Ismail Abu 50.' |  |

| 12. svibnja 2009. 17:00 |       |           |  |
| J. Koreja | 9 : 0 | Bangladeš |  |
| Lee Nam-Yong 2.' Kim Byung-Hoon 16.' (k.u/k) 37.' 49.' 67.' Nam Hyun-Woo 29.' (k.u/k) 32.' (k.u/k) Jin Kyung-Min 60.' You Hyo-Sik 68.' |       |           |  |

| 12. svibnja 2009. 19:00 |       |                     |                                  |
| Malezija | 4 : 1 | Japan               | Suci: Latifur Rahman John Wright |
| Tengku Ahmad Tajuddin Abdul Jalil 4.' Kevinder Singh Makbul Singh 33.' Chua Boon Huat 60.' Selvaraju Sandrakasi 67.' (k.u/k) |       | Ryuji Furusato 41.' | Suci: Latifur Rahman John Wright |

Završna ljestvica skupine "A":
| Momčad    | Ut | Pb | N | Pz | Pr | Ps | RP  | Bod |
| --------- | -- | -- | - | -- | -- | -- | --- | --- |
| J. Koreja | 3  | 2  | 1 | 0  | 13 | 3  | +10 | 7   |
| Malezija  | 3  | 2  | 1 | 0  | 12 | 3  | +9  | 7   |
| Japan     | 3  | 1  | 0 | 2  | 8  | 7  | +1  | 3   |
| Bangladeš | 3  | 0  | 0 | 3  | 1  | 21 | −20 | 0   |

### Skupina "B"
| 9. svibnja 2009. 15:00 |       |                |  |
| Pakistan               | 1 : 1 | Kina           |  |
| Akhtar Ali 69.'        |       | Hu Huiren 61.' |  |

| 10. svibnja 2009. 18:00                      |       |                                                       |  |
| Indija                                       | 2 : 3 | Pakistan                                              |  |
| Parbjot Singh 15.' (k.u/k) Rajpal Singh 45.' |       | Abdul Haseem Khan 33.' 36.' Sohail Abbas 54.' (k.u/k) |  |

| 12. svibnja 2009. 15:00              |       |                                         |  |
| Kina                                 | 2 : 2 | Indija                                  |  |
| Lu Fenghui 45.' (k.u/k) Yu Yang 59.' |       | Sandeep Singh 31.' (k.u/k) 34.' (k.u/k) |  |

Završna ljestvica skupine "B":
| Momčad   | Ut | Pb | N | Pz | Pr | Ps | RP | Bod |
| -------- | -- | -- | - | -- | -- | -- | -- | --- |
| Pakistan | 2  | 1  | 1 | 0  | 4  | 3  | +1 | 4   |
| Kina     | 2  | 0  | 2 | 0  | 3  | 3  | 0  | 2   |
| Indija   | 2  | 0  | 1 | 1  | 4  | 5  | −1 | 1   |

## Natjecanje za poredak

### Za poredak od 5. do 7. mjesta
- doigravanje

| 14. svibnja 2009. 09:00 |        | |  |
| Bangladeš               | 1 : 11 | Indija |  |
| Iqbal Nadir Prince      |        | Sandeep Singh 10.' (k.u/k) 13.' (k.u/k) Hari Prasad 34.' Arjun Halappa 39.' V. Raghunath 43.' (k.u/k) SV. Sunil 48.' 57.' Rajpal Singh 65.' Sardara Singh 66.' 69.' Prabjhot Singh 67.' |  |

- za 5. mjesto

| 15. svibnja 2009. 17:00                                                                    |       |                      |  |
| Indija                                                                                     | 5 : 1 | Japan                |  |
| Rajpal Singh 2.' Sandeep Singh 21.' (k.u/k) Tushar Khandekar 64.' 69.' Prabhjot Singh 66.' |       | Hiroki Sakamoto 31.' |  |

### za odličja
- poluzavršnica

| 14. svibnja 2009. 17:00                                                     |       |                         |                                 |
| J. Koreja                                                                   | 5 : 1 | Kina                    | Suci: Javed Shiekh Simon Taylor |
| Kim Byung-Hoon 28.' (k.u/k) You Hyo-Sik 38.' 41.' 68.' Guo Zhong-Qiang 56.' |       | Sun Zhixin 10.' (k.u/k) | Suci: Javed Shiekh Simon Taylor |

| 14. svibnja 2009. 19:30                                     |       |                             |                                |
| Pakistan                                                    | 4 : 2 | Malezija                    | Suci: John Wright Raghu Prasad |
| Rehan Butt 18.' 63.' Akhtar Ali 46.' Abdul Haseem Khan 66.' |       | Ismail Abu 3.' 69.' (k.u/k) | Suci: John Wright Raghu Prasad |

- za brončano odličje

| 16. svibnja 2009. 17:00 |                       | |                                   |
| Kina | 3 : 3 (7 : 6) (rasp.) | Malezija | Suci: Raghu Prasad Fernando Gomez |
| Sang Yi 19.' (k.u.) 46.' (k.u/k) Jiang Xishang 66.' raspucavanje Song Yi Hu Huiren Lu Fenghui Liu Xiantang Sun Tianjun ---- Song Yi Hu Huiren Liu Xiantang Sun Tianjun |                       | Ismail Abu 1.' Chua Boon Huat 32.' (k.u/k) Mohamad Nor Nabil Fiqri 64.' raspucavanje Mohd Shukri Abdul Mutalib Nabil Fiqri Mohd Nor Jiwa Mohan Mohd Amin Rahim Kavinder Singh ---- Mohd Amin Rahim Jiwa Mohan Mohd Shukri Abdul Mutalib Nabil Fiqri Mohd Nor | Suci: Raghu Prasad Fernando Gomez |

}}
- za zlatno odličje

| 16. svibnja 2009. 19:30     |       |          |                                |
| J. Koreja                   | 1 : 0 | Pakistan | Suci: Javed Sheikh John Wright |
| Kim Byung-Hoon 66.' (k.u/k) |       |          | Suci: Javed Sheikh John Wright |

## Završni poredak
| Mj. | Momčad    |
| --- | --------- |
| 1.  | J. Koreja |
| 2.  | Pakistan  |
| 3.  | Kina      |
| 4.  | Malezija  |
| 5.  | Indija    |
| 6.  | Japan     |
| 7.  | Bangladeš |

| Osvajači Azijskog kupa 2009. |
| ---------------------------- |
| Južna Koreja Treći naslov    |

## Nagrade i priznanja
| najbolji strijelac | najbolji igrač | najbolji vratar   | najbolji igrač završnog susreta |
| ------------------ | -------------- | ----------------- | ------------------------------- |
| Byung-Hoon Kim     | Hyo-Sik You    | Kumar Subramanium | Eun-Seung Hong                  |

## Vanjske poveznice
- (engl.) Azijski kup